# Okroeg Zeravsjan
De okroeg Zeravsjan (Russisch: Зеравшанский округ, Zerevsjanski  okroeg) was een okroeg (militair district) van het keizerrijk Rusland. De okroeg bestond van 1868 tot 1887. Het ontstond uit het kanaat Buchara en ging op in de oblast Samarkand. De okroeg ontstond uit de gebieden Samarkand, Oergoet, Kattaqo‘rg‘on, Jangrie-Koerie en Laisjaqba van het kanaat Kokand en aan het eind van hetzelfde jaar werd Pandzjakent eraan toegevoegd. In de jaren 1870-1871 werden de gebieden langs de rivieren Zeravsjan en Qasjqa Darja aan de okroeg toegevoegd. In 1887 ging het gebied van de okroeg op in de oblast Samarkand. Het gebied is vernoemd naar de rivier Zeravsjan, die voorheen in de Amu Darja uitkwam. De hoofdstad van de okroeg was Samarkand.